# 34. Division (Japanisches Kaiserreich)
Die 34. Division (jap. 第34師団, Dai-sanjūyon Shidan) war eine Division des Kaiserlich Japanischen Heeres, die 1939 aufgestellt und 1945 aufgelöst wurde. Ihr Tsūshōgō-Code (militärischer Tarnname) war Kamelie-Division (椿兵団, Tsubaki-heidan) bzw. Tsubaki 6840.

## Geschichte der Einheit
Die 34. Division wurde am 7. Februar 1941 unter dem Kommando von Generalleutnant Seki Kameharu als Typ B „Standard“ Division als Triangulare Division aufgestellt und bestand aus der 34. Infanterie-Brigade (216., 217. und 218. Regiment) sowie dem 34. Aufklärungs-Regiment, dem 34. Feldartillerie-Regiment und dem 34. Pionier- und Transport-Regiment. Das Hauptquartier der ca. 20.000 Mann starken Division lag in Osaka, Kaiserreich Japan.
Die Division wurde im Juli 1939 nach ihrer Aufstellung auf den Kriegsschauplatz des Zweiten Japanisch-Chinesischen Krieges verschifft. Dort wurde sie hauptsächlich in Nanchang als Garnisonseinheit im Hinterland eingesetzt und unterstand der 11. Armee.
Anfang 1944 wurde die Division in die Hunan-Provinz verlegt und nahm an der Operation Ichi-gō teil. Im April 1945 nahm die Division als Teil der 20. Armee an der Schlacht um West-Hunan teil. 
Mitte 1945 verlegte die Division in die Provinz Jiangxi, wo sie im September 1945 aufgelöst wurde.

## Gliederung
Im Februar 1939 erfolgte die Aufstellung als triangulare Typ B-„Standard“-Division wie folgt:
- 34. Infanterie-Divisions-Stab (350 Mann)
  - 34. Infanterie-Brigade-Stab (100 Mann)
    - 216. Infanterie-Regiment (3845 Mann)
    - 217. Infanterie-Regiment (3845 Mann)
    - 218. Infanterie-Regiment (3845 Mann)

  - 34. Aufklärungs-Regiment (950 Mann)
  - 34. Feldartillerie-Regiment (2100 Mann; 36 75-mm-Feldgeschütze Typ 90)
  - 34. Pionier-Regiment (956 Mann)
  - 34. Signal-Einheit (240)
  - 34. Transport-Regiment (1810 Mann)
  - 34. Versorgungs-Kompanie (110 Mann)
  - 34. Feldhospital (Zwei Feldhospitäler mit jeweils 250 Mann)
  - 34. Wasserversorgungs- und -aufbereitungs-Einheit (235 Mann)
  - 34. Veterinär-Hospital (114 Mann)
  - 34. Sanitäts-Einheit (1110 Mann)

Gesamtstärke: 20.110 Mann

## Führung
Divisionskommandeure
- Seki Kameharu, Generalleutnant: 9. März 1939 – 2. Dezember 1940
- Ōgamo Shigeru, Generalleutnant: 2. Dezember 1940 – 8. Oktober 1942
- Hata Hikosaburō, Generalleutnant: 8. Oktober 1942 – 25. März 1943
- Ban Takeo, Generalleutnant: 25. März 1943 – August 1945